# Pseudevirchoma
Pseudevirchoma är ett släkte av steklar. Pseudevirchoma ingår i familjen brokparasitsteklar.
Kladogram enligt Catalogue of Life:
| Pseudevirchoma | \| \| Pseudevirchoma albonigra \| \| \| \| \| \| Pseudevirchoma antennata \| \| \| \| \| \| Pseudevirchoma soror \| \| \| \| |
|                | \| \| Pseudevirchoma albonigra \| \| \| \| \| \| Pseudevirchoma antennata \| \| \| \| \| \| Pseudevirchoma soror \| \| \| \| |
|                | Pseudevirchoma albonigra |
|                | |
|                | Pseudevirchoma antennata |
|                | |
|                | Pseudevirchoma soror |
|                | |